# Leeuw (dier)
De leeuw (Panthera leo) is een roofdier uit de familie der katachtigen (Felidae). Van alle katachtigen is enkel de tijger groter. De grootte en de manen van het mannetje geven het dier een imposant uiterlijk, waardoor de leeuw in grote delen van de wereld bekendstaat als de koning der dieren. In Europa heeft hij deze rol overigens pas in de loop van de middeleeuwen overgenomen van de bruine beer.
De leeuw is vaak onderwerp van folklore en symboliek geweest. Zo staat de leeuw afgebeeld in de wapens van verscheidene landen, streken en steden, waaronder Nederland, België en Sri Lanka.
De leeuw komt nog in bepaalde delen van Afrika voor en in een klein stukje van India, maar vroeger was hij ook algemeen aanwezig in het Midden-Oosten en in Zuidoost-Europa. Leeuwen leven in groepsverband (de enige katachtige die voornamelijk in sociale groepen leeft) en leeuwinnen gaan in de regel samen op jacht, waarmee ze een groter aandeel in de jacht leveren dan de mannetjesleeuwen.

## Taxonomie
De wetenschappelijke naam van de soort werd als Felis leo in 1758 gepubliceerd door Carl Linnaeus. Over het algemeen worden er twee ondersoorten onderscheiden:
- Afrikaanse leeuw (Panthera leo leo)
- Perzische leeuw of Aziatische leeuw (Panthera leo persica)

De Afrikaanse leeuw wordt soms gesplitst in ondersoorten. Aangenomen wordt dat twee van deze ondersoorten zijn uitgestorven, namelijk de berberleeuw (Panthera leo leo) uit Marokko en Noord-Algerije, en de Kaapse leeuw (Panthera leo melanochaita) uit Zuid-Afrika. In dierentuinen, zoals de Port Lympne Zoo, werden echter leeuwen ontdekt die vermoedelijk berberleeuwen zijn. De manen van het mannetje liepen door tot ver onder hun buik en de koppen van de dieren waren vierkanter dan die van andere leeuwen. Dit zijn specifieke kenmerken van berberleeuwen.
Een publicatie van de IUCN taskgroup onder meer op basis van moleculaire kenmerken stelt echter dat de indeling in Afrikaanse en Aziatische leeuw onhoudbaar is. Deze concludeerde dat er een duidelijke splitsing is tussen de zuidoostelijke populatie en de rest van de populaties (incl. de Aziatische), maar dat aan de hand van morfologisch onderzoek een verdere opsplitsing mogelijk aan de orde is.

## Uiterlijke kenmerken

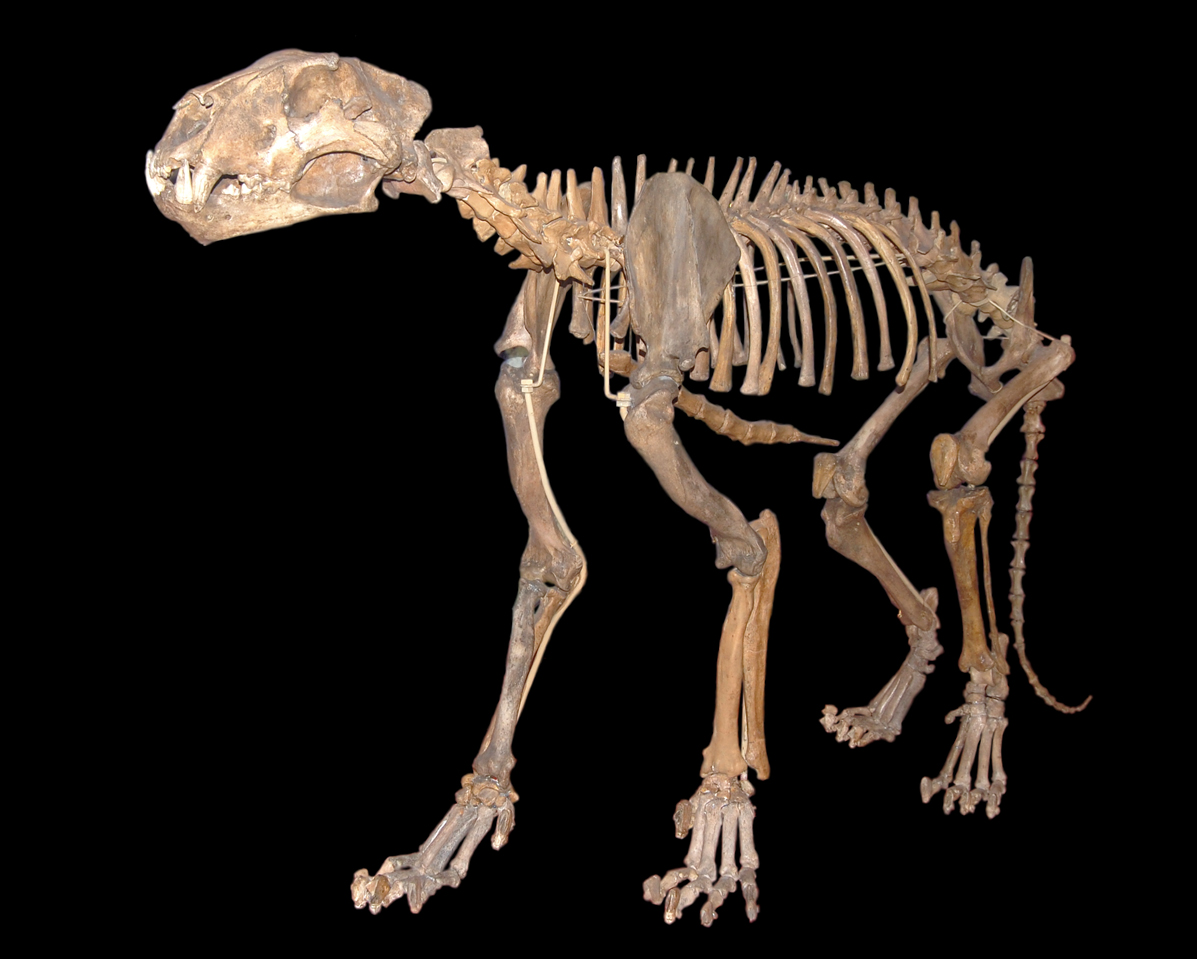
Skelet

De leeuw is een grote katachtige met een brede kop, een korte snuit en relatief kleine, ronde oren. Hij heeft een kortharige asgrijze of zandgele vacht (maar variërend van okerbruin tot bijna wit) en een donker kwastje aan het puntje van de staart. Over de vacht verspreid liggen vage vlekken, die vooral bij jongere dieren goed te zien zijn. De vlekken vervagen naarmate het dier ouder wordt en zullen meestal uiteindelijk verdwijnen. De meeste mannetjes hebben dichte zwarte, bruine of gele manen met een variërende lengte op de kop, hals en schouders. Bij de nu uitgestorven ondersoorten uit Noord-Afrika en de Kaap liep de maan als een franje over de buik. Het duurt meestal een jaar of zes eer de maan goed ontwikkeld is. Wijfjes zijn kleiner en hebben geen manen.
De staart is tussen de 60 en 100 cm lang en de schouderhoogte is 100 tot 128 cm. Mannetjes zijn groter dan vrouwtjes. Het mannetje heeft een kop-romplengte van 172 tot 250 cm en een lichaamsgewicht van 150 tot 280 kg, het vrouwtje een kop-romplengte van 140 tot 192 cm en een lichaamsgewicht van 100 tot 182 kg. De leeuw lijkt anatomisch sterk op de tijger, hoewel de vacht, leefomgeving en manier van leven anders is.
Een leeuw heeft 26 tanden. Bovenaan heeft hij 6 snijtanden, 2 hoektanden, 2 voorkiezen en 4 kiezen. Onderaan heeft hij 6 snijtanden, 2 hoektanden, 2 voorkiezen en 2 kiezen.

## Leefwijze
De leeuw is de enige katachtige die een sociale in plaats van een solitaire leefwijze heeft. Hij leeft normaal in groepen met een variërende samenstelling, maar bestaat meestal uit gemiddeld vijf volwassen vrouwtjes (twee tot twintig), een of twee volwassen mannetjes (tot acht) en hun jongen en onvolwassen nakomelingen. Soms bestaat een groep uit meer dan 30 leeuwen. Meestal bewegen de dieren zich los van elkaar of in kleinere groepen. Als dieren uit dezelfde groep elkaar tegenkomen, volgt een ritueel van wrijven, likken en spinnen. Vreemde leeuwen, zowel mannetjes als vrouwtjes, worden meestal weggejaagd. Leeuwinnen blijven hun hele leven bij dezelfde groep, mannetjes meestal niet meer dan drie of vier jaar. Mannetjes die niet bij een groep horen, leven een zwervend bestaan, alleen of met andere mannetjes. Door dit zwervende bestaan worden mannetjes in de regel minder oud dan vrouwtjes.
De groep heeft meestal een vast territorium. In de Serengeti volgen ze echter meestal de grote trekkende kudden gnoes, zebra's en gazellen.

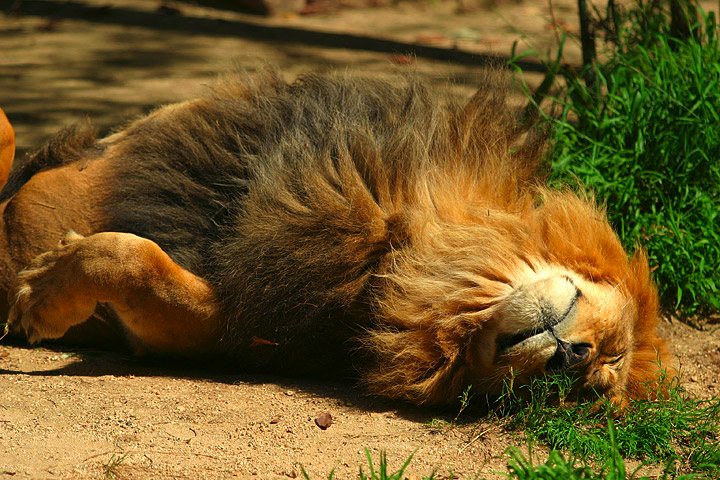
Leeuwen rusten een groot deel van de dag

De leeuw is het grootste deel van de dag inactief. Soms ligt hij tot twintig uur per dag te rusten in de schaduw en is hij enkel actief om te jagen. De leeuw voedt zich voornamelijk met prooidieren tussen de 50 en 300 kg, maar als deze niet in de buurt zijn, gaat hij af op kleinere en grotere dieren, tussen de vijftien en duizend kg. Het zijn vooral de vrouwtjes die jagen; 81% van al het voedsel binnen een groep is gevangen door vrouwtjes. Mannetjes zijn echter ook in staat om een prooi te doden.
De leeuw jaagt alleen, in paartjes of in grotere groepen. Hoe groter de jachtgroep, hoe groter het gevangen dier. Een groep leeuwen jaagt voornamelijk op antilopen, zebra's, kafferbuffels, herten (in India) en andere grote herbivoren. Ze lokken de prooi in een val door deze op te jagen naar een plek waar een aantal andere leeuwinnen klaarstaan om de prooi te vangen. De prooi wordt eerst beslopen, waarna het dier met een snelle sprint aanvalt. Bij de aanval kan de leeuw snelheden bereiken van 60 km/u. Grotere prooidieren worden gewurgd, terwijl kleinere dieren worden gedood door te bijten in de kop, nek of borst.

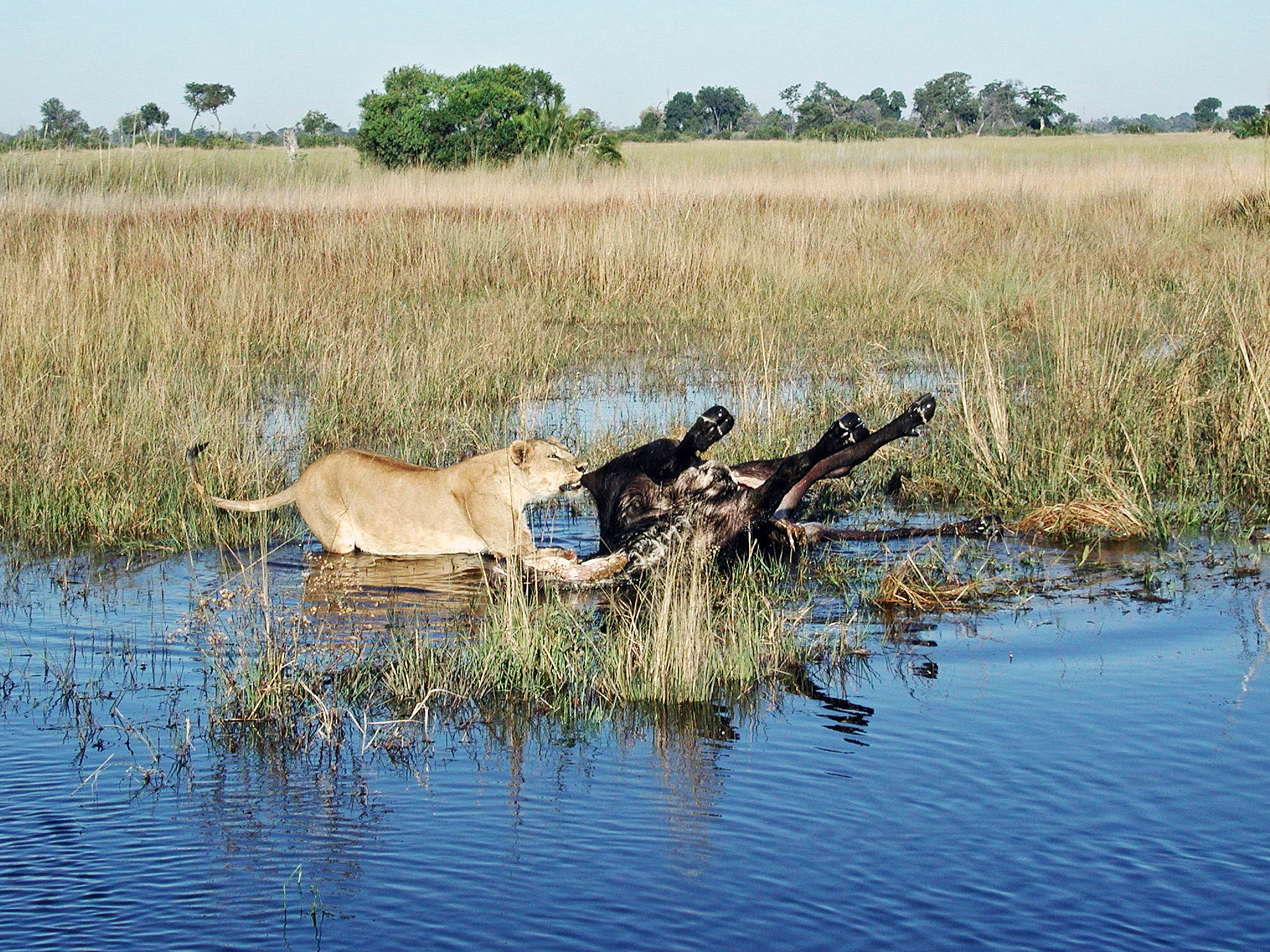
Leeuwin met een buffel

Als een grote prooi gevangen is, wordt de hiërarchie binnen een leeuwengroep zichtbaar. De volwassen mannetjes mogen eerst eten. Als hij is uitgegeten mogen de leeuwinnen en de welpen de resten. Een leeuw eet ook aas en steelt soms voedsel van andere dieren, als hyena's, luipaarden en jachtluipaarden. De leeuw valt normaal gesproken geen mensen aan. Zieke of gewonde dieren nemen genoegen met vrij kleine prooidieren, als ratten, hagedissen, vissen of zelfs noten.
Als de leider(s) van een groep wordt uitgedaagd door een of meer rondzwervende mannetjes, gaat hij het gevecht aan om de leider te blijven. Soms gebeurt dit ook door mannelijke welpen die groot zijn geworden. Dominante leeuwen en uitdagers zijn meestal tussen de vijf en tien jaar oud. De verliezer moet de groep verlaten en de winnaar wordt of blijft de leider. Als er een nieuwe leider is, zal deze eerst alle welpen die op dat moment leven, doden. Zo zorgt hij ervoor dat de vrouwtjes weer vruchtbaar worden (vrouwtjes zijn vruchtbaar zolang ze geen jongen hebben) en kan hij zich voortplanten.
Er is geen vaste paartijd. Het komt wel geregeld voor dat leeuwinnen binnen een groep gelijktijdig in oestrus raken, waardoor meestal meerdere jongen tegelijkertijd worden geboren. Vrouwtjes zogen ook de welpen van andere vrouwtjes. De sterfte onder welpen is vrij groot, mede doordat nieuwe mannetjes welpen doden en doordat zwakkere welpen meestal aan hun lot worden overgelaten.
Na een draagtijd van honderd dagen worden twee tot zes jongen geboren op een schuilplaats tussen lang gras, in dicht struikgewas of tussen rotsen. De welpen zijn bij de geboorte blind: de ogen gaan na drie tot elf dagen open. Na een maand gaan ze zich meer bewegen en na twee maanden vergezellen ze volwassen dieren tijdens de jacht. De zoogtijd duurt ongeveer acht maanden. Na 18 maanden zijn ze onafhankelijk en na vijf jaar volgroeid.
De leeuw heeft een luide brul. De brul van het mannetje is luider dan die van het vrouwtje. Vooral 's nachts laten ze een luide brul horen, die soms tot op een afstand van acht km te horen is. Met de brul houdt de leeuw contact met andere groepsgenoten: hij geeft zijn aanwezigheid en positie aan, en mogelijk ook zijn status binnen de groep.
Een leeuw wordt in het wild ongeveer 10 tot 14 jaar oud, in gevangenschap kan een leeuw ouder dan 20 jaar worden.

## Verspreiding en leefgebied

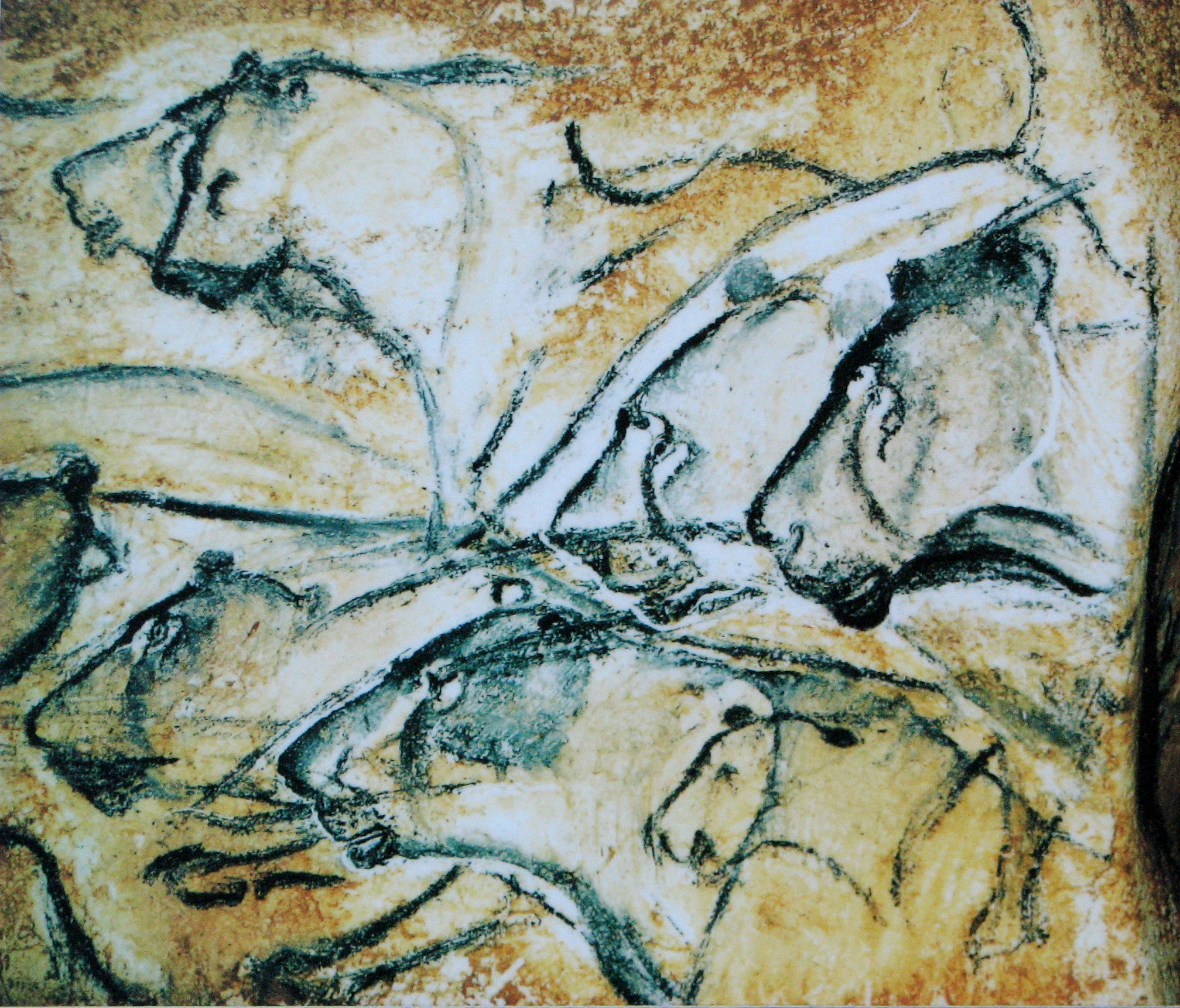
Rotstekening van leeuwen uit de Grotte Chauvet, Midden-Frankrijk

Leeuwen wonen in de open savannen, grasvlakten, struikgebieden, halfwoestijnen en licht beboste streken van Afrika ten zuiden van de Sahara. Het is hier het grootste roofdier. Een geïsoleerde populatie van Perzische leeuwen leeft in het Gir Forest National Park in India.

### Historisch leefgebied
In vroege tijden strekte het leefgebied van de leeuw zich uit over Eurazië van Europa tot India en kwamen ze voor in geheel Afrika, met uitzondering van de dichte wouden en droge woestijnen. In Europa zijn pleistocene en vroegholocene botten gevonden, waaruit blijkt dat de leeuw hier voorkwam. Ook rotstekeningen uit onder andere de Grotte Chauvet in Midden-Frankrijk wijzen hier op.
Rond het jaar 1000 v.Chr. verdween de leeuw uit Egypte. Uit antieke bronnen (zoals van Herodotus en Aristoteles) weten we dat de leeuw rond het begin van de jaartelling nog op de Balkan voorkwam. Vanaf de 2e eeuw na Christus verdwenen de dieren uit Centraal-Europa, vermoedelijk door menselijke bejaging. De laatste leeuwen van Europa kwamen tot de 10e eeuw voor in de Kaukasus.
Rond 1900 werd de leeuw uitgeroeid in Noordwest-Afrika en de Kaap. In Iran werd de laatste leeuw in 1942 gedood.

### Huidige verspreiding en aantallen

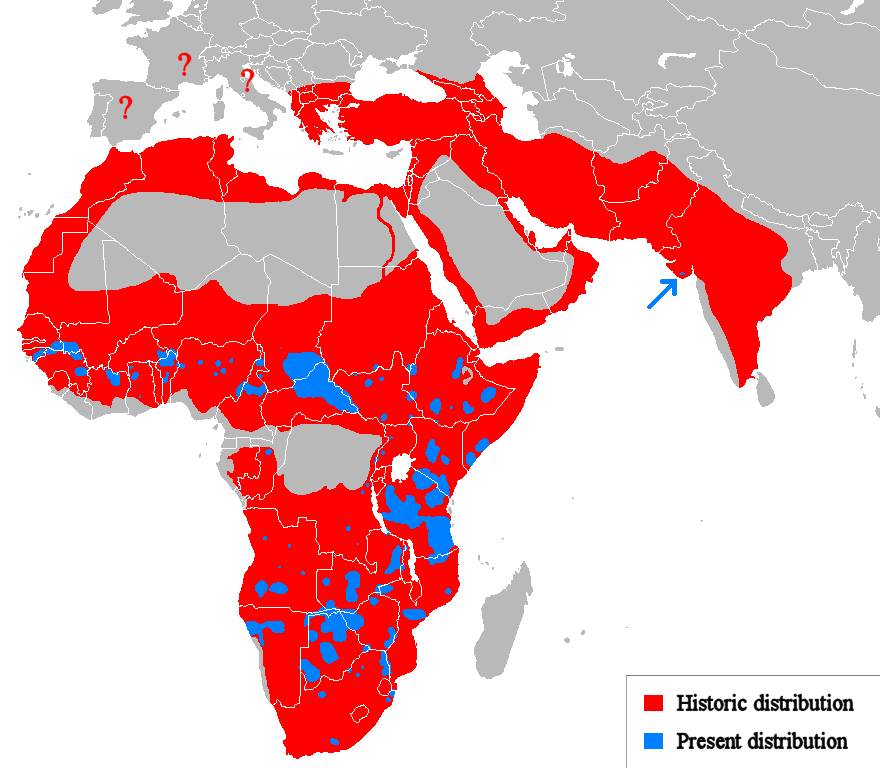
Kaart met het historische (rood) en huidige (blauw) verspreidingsgebied van de leeuw

Leeuwen komen nu slechts voor in Centraal- en Oost-Afrika en in India.
In Afrika gaat de leeuw in aantallen achteruit. De leeuw heeft vooral te lijden onder de jacht: doordat leeuwen ook vee doden, worden ze als schadelijk beschouwd. Er waren in Afrika naar schatting in 2012 nog zo'n 32.000 leeuwen.
In het begin van de 20e eeuw werden een paar leeuwenparen in India gesignaleerd. Ze werden daar beschermd en gebruikt als toeristische attractie. Deze groep bestond in 1955 uit 270 leeuwen en staat sinds die tijd onder bescherming. Tegenwoordig leven er ongeveer 400 Aziatische leeuwen in het Gir Forest National Park en zijn er plannen een tweede populatie op te bouwen in het Palpur-Kunoreservaat.
Daarnaast leven in dierentuinen wereldwijd duizenden leeuwen. Ook sommige circussen houden leeuwen.

## Galerij

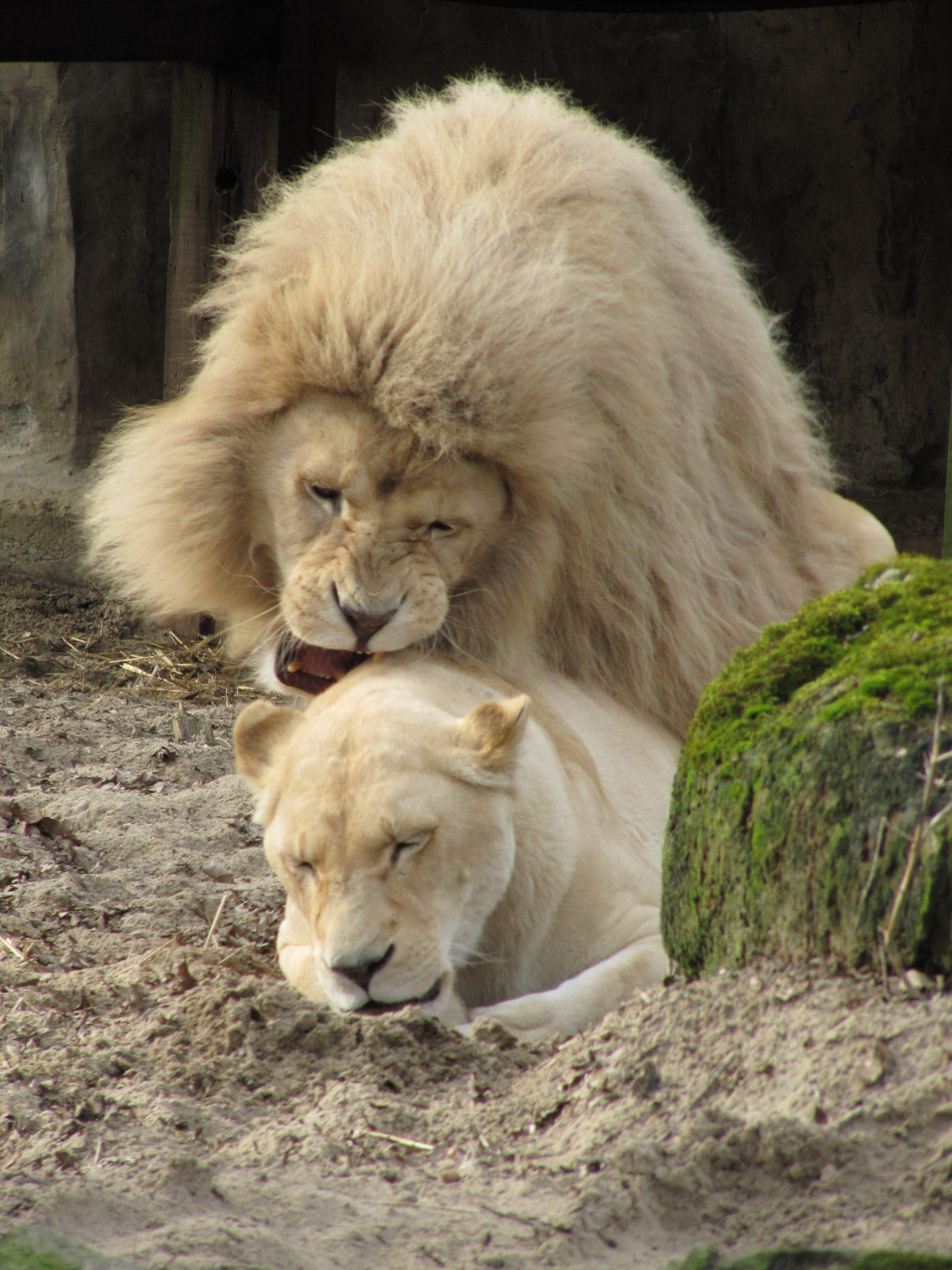
Parende leeuwen in Ouwehands Dierenpark
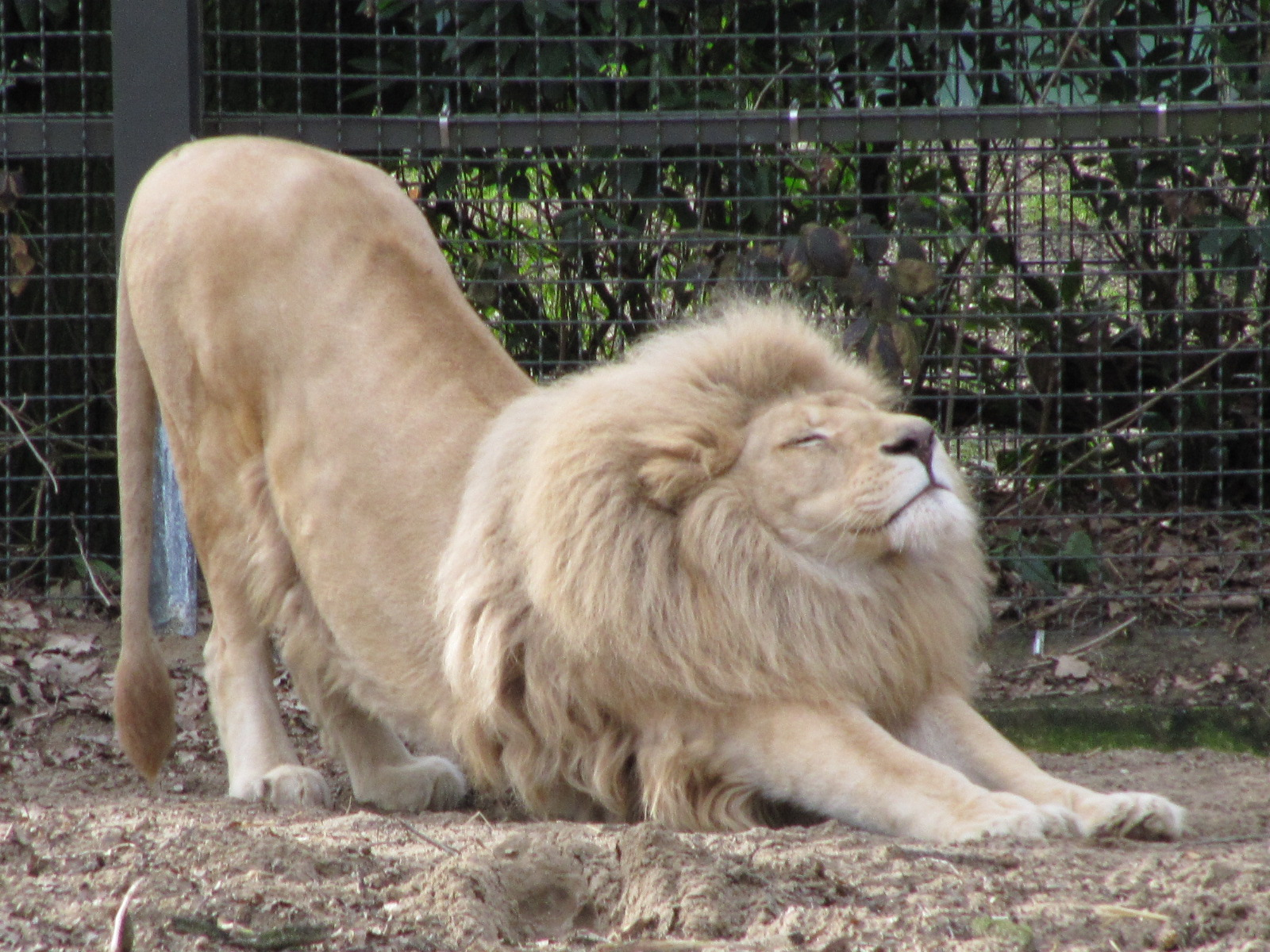
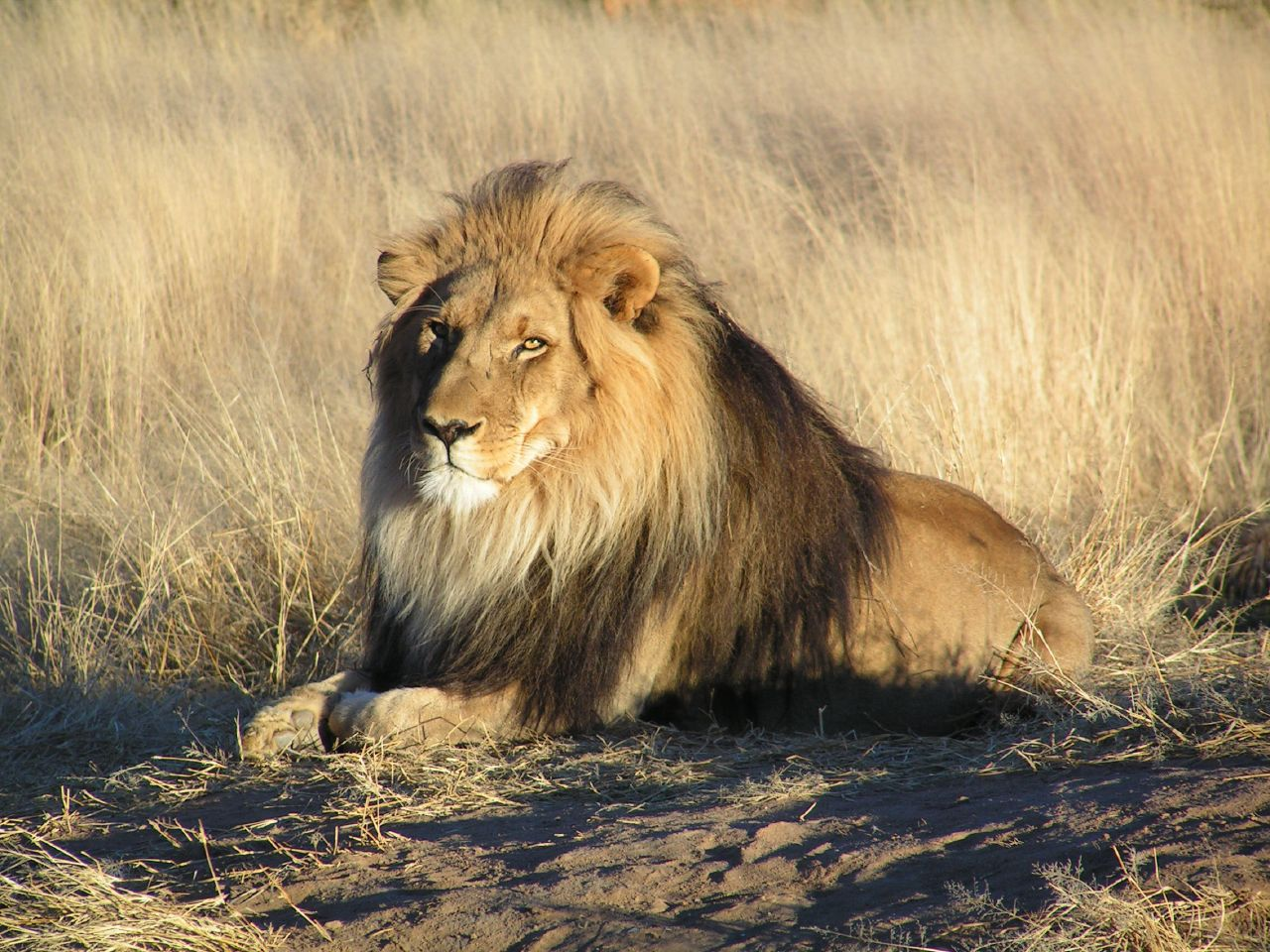
Leeuw in het wild, Namibië
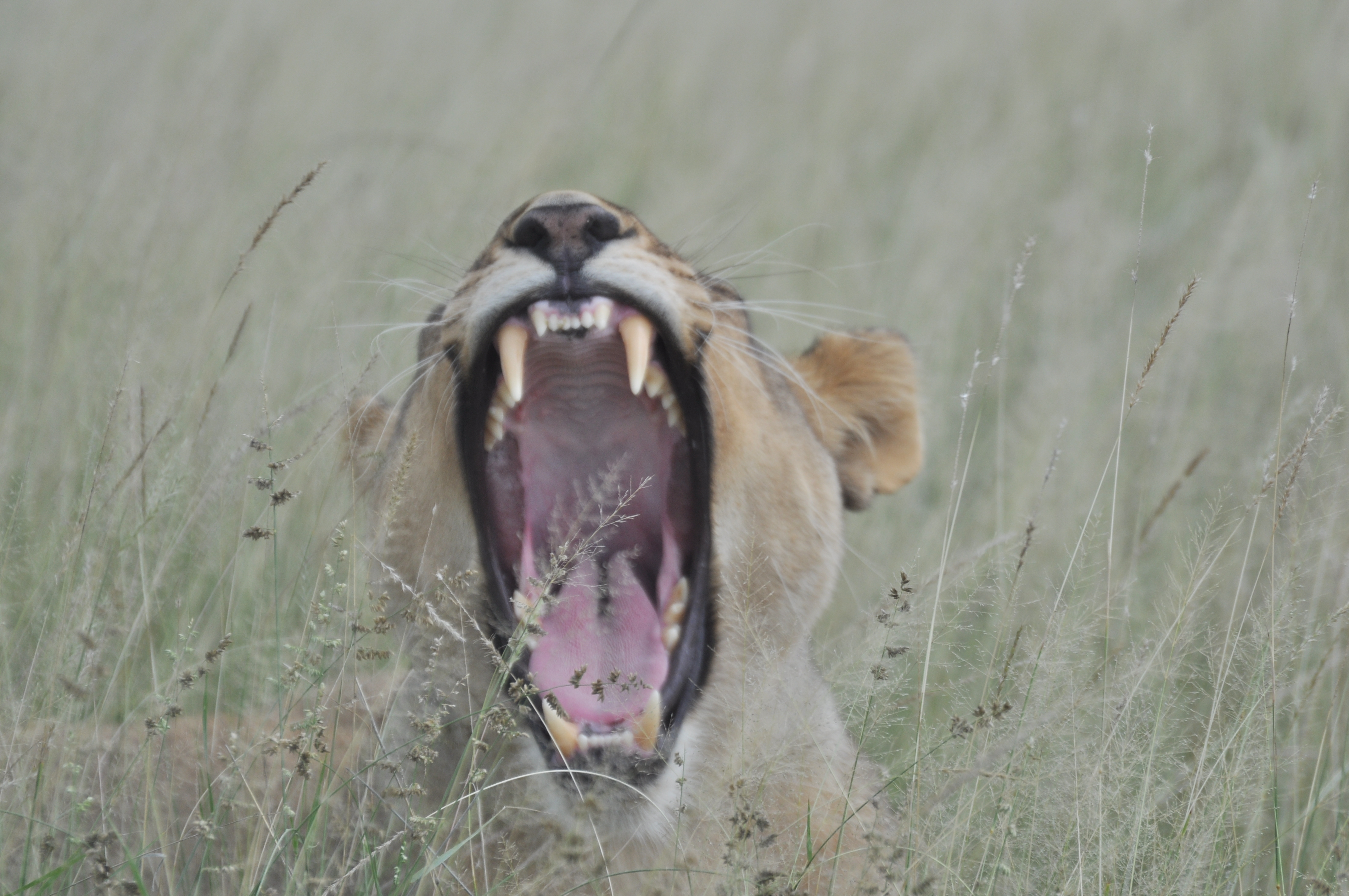
Een leeuwin toont haar tanden
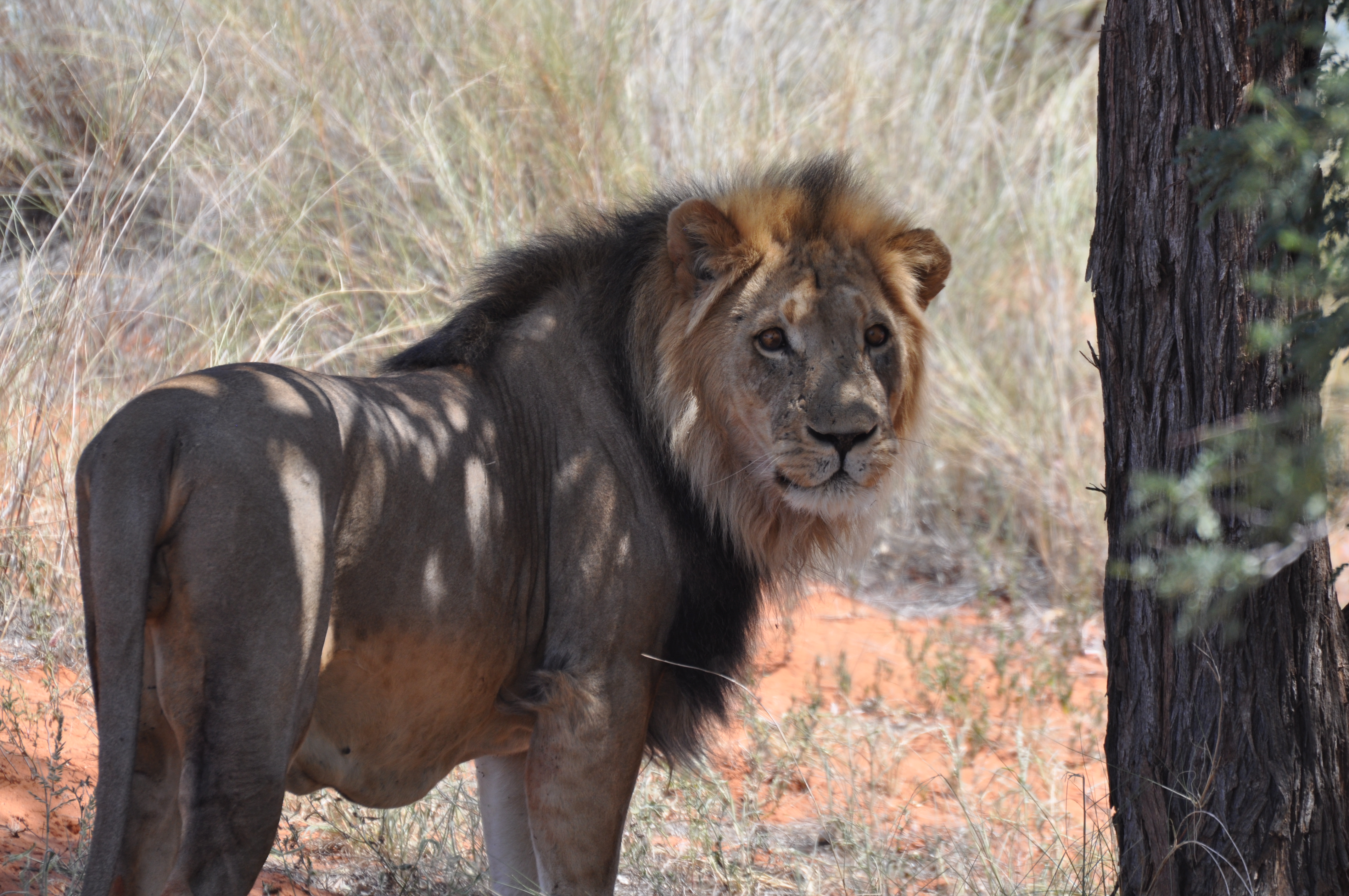
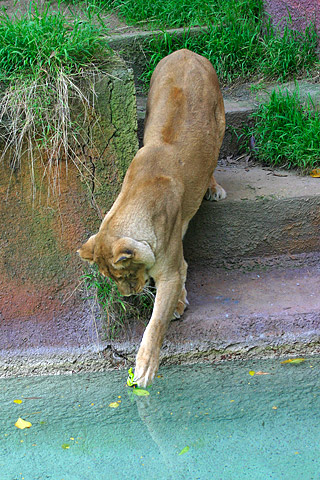
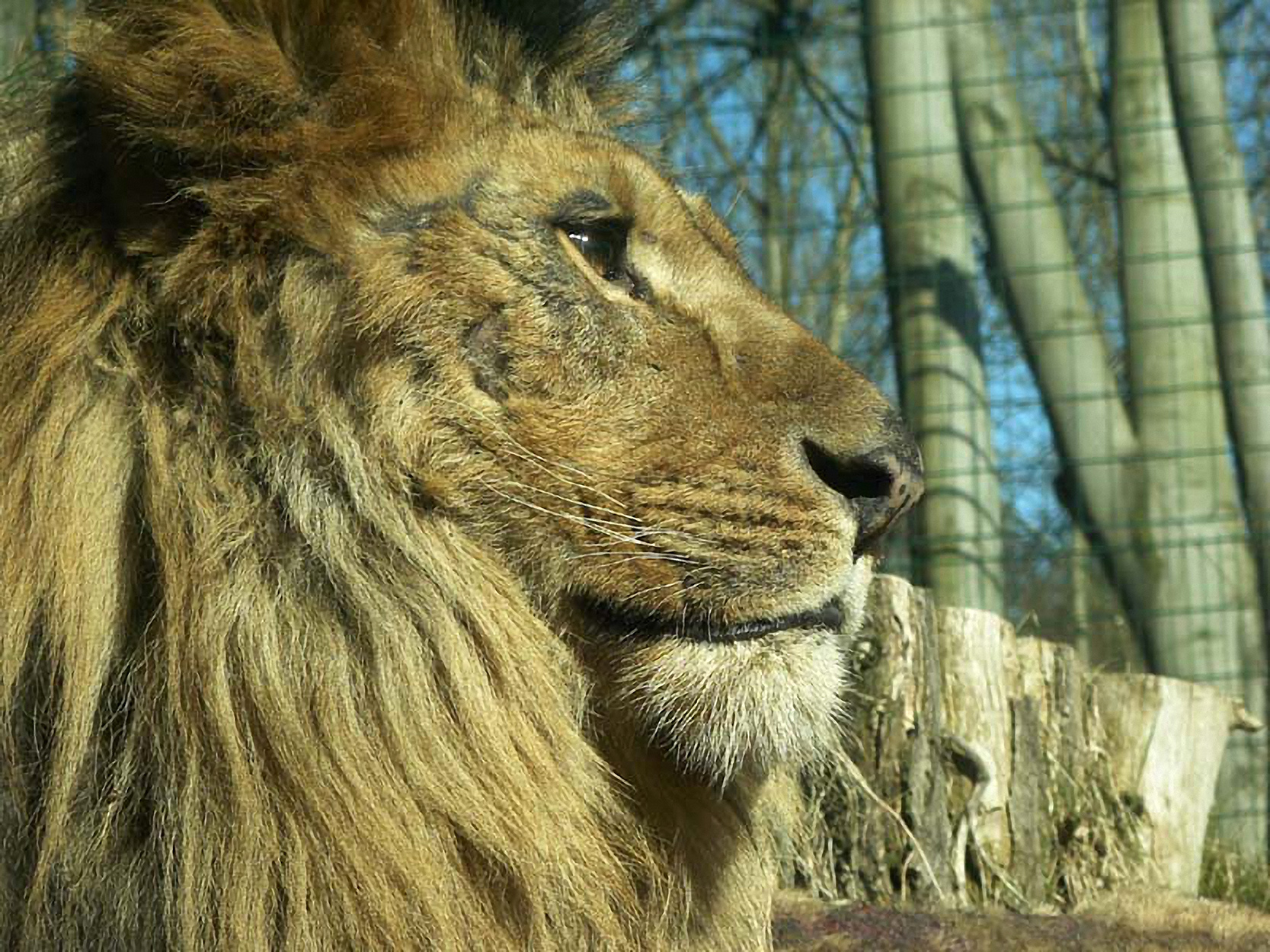
In Eberswalde Zoo
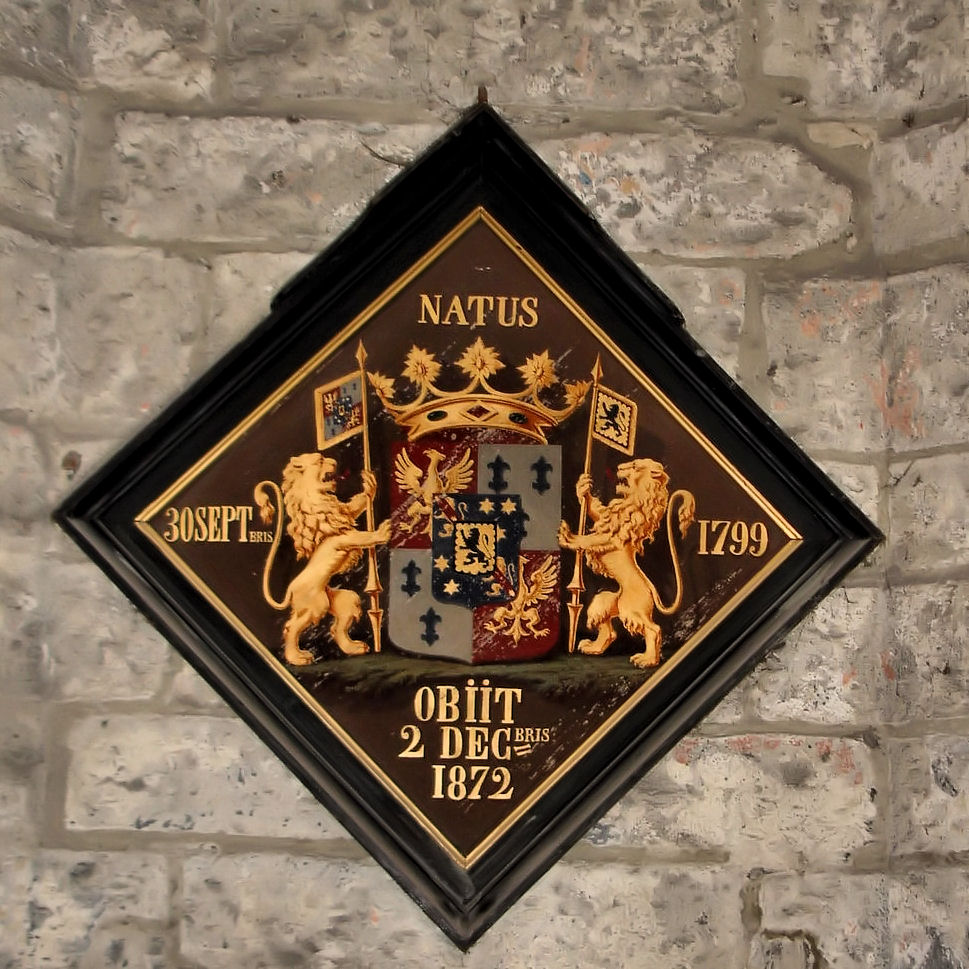
Heraldische leeuw